# USF2
USF2 (англ. Upstream transcription factor 2, c-fos interacting) – білок, який кодується однойменним геном, розташованим у людей на короткому плечі 19-ї хромосоми. Довжина поліпептидного ланцюга білка становить 346 амінокислот, а молекулярна маса — 36 955.
| 10         |  | 20         |  | 30         |  | 40         |  | 50         |
| ---------- |  | ---------- |  | ---------- |  | ---------- |  | ---------- |
| MDMLDPGLDP |  | AASATAAAAA |  | SHDKGPEAEE |  | GVELQEGGDG |  | PGAEEQTAVA |
| ITSVQQAAFG |  | DHNIQYQFRT |  | ETNGGQVTYR |  | VVQVTDGQLD |  | GQGDTAGAVS |
| VVSTAAFAGG |  | QQAVTQVGVD |  | GAAQRPGPAA |  | ASVPPGPAAP |  | FPLAVIQNPF |
| SNGGSPAAEA |  | VSGEARFAYF |  | PASSVGDTTA |  | VSVQTTDQSL |  | QAGGQFYVMM |
| TPQDVLQTGT |  | QRTIAPRTHP |  | YSPKIDGTRT |  | PRDERRRAQH |  | NEVERRRRDK |
| INNWIVQLSK |  | IIPDCNADNS |  | KTGASKGGIL |  | SKACDYIREL |  | RQTNQRMQET |
| FKEAERLQMD |  | NELLRQQIEE |  | LKNENALLRA |  | QLQQHNLEMV |  | GEGTRQ     |

A: Аланін

C: Цистеїн

D: Аспарагінова кислота

E: Глутамінова кислота

F: Фенілаланін

G: Гліцин

H: Гістидин

I: Ізолейцин

K: Лізин

L: Лейцин

M: Метіонін

N: Аспарагін

P: Пролін

Q: Глутамін

R: Аргінін

S: Серин

T: Треонін

V: Валін

W: Триптофан

Задіяний у таких біологічних процесах, як транскрипція, регуляція транскрипції, альтернативний сплайсинг. 
Білок має сайт для зв'язування з ДНК. 
Локалізований у ядрі.